# Piletocera zebinalis
Piletocera zebinalis là một loài bướm đêm trong họ Crambidae.